# Jorge Luis Anchén
 Jorge Luis Anchén Cajiga  ( 17 de julio de 1980; Montevideo, Uruguay) es un futbolista uruguayo. Juega como mediocampista y actualmente esta sin equipo.
Jugó recientemente un partido integrando un combinado de jugadores libres del fútbol uruguayo junto a jugadores como Germán Hornos, frente a los jugadores suplentes del Peñarol.

## Trayectoria
Anchen comenzó su carrera profesional en 1999 con Danubio F. C.. Después de una temporada de préstamo con Argentinos Juniors en el período 2005-2006, regresó a Uruguay para jugar nuevamente con su equipo Danubio y más tarde jugar en el Club Atlético Bella Vista en 2007.
A principios de 2008 se trasladó a Suecia para unirse a AIK d'Estocolmo, después de un año con este equipo regresó a su país y jugó con Durazno F.C. y en 2009 se participó con el San Martín de Tucumán de Argentina. En 2010 se convierte en refuerzo con Deportivo Pasto, para afrontar el Torneo de la Categoría Primera B del fútbol colombiano.

## Selección nacional
Ha sido internacional en seis partidos de Uruguay, seis veces en el nivel superior. Representó a su país en el 1999 en el Campeonato Mundial Juvenil de la FIFA, y en 2001 fue seleccionado para jugar con Uruguay en la Copa América de ese año .

## Clubes
| Club                      | País      | Año       |
| ------------------------- | --------- | --------- |
| Danubio F. C.             | Uruguay   | 1999-2005 |
| Argentinos Juniors        | Argentina | 2005-2006 |
| Danubio F. C.             | Uruguay   | 2006      |
| Club Atlético Bella Vista | Uruguay   | 2007      |
| AIK                       | Suecia    | 2008      |
| Danubio F. C.             | Uruguay   | 2009      |
| San Martín de Tucumán     | Argentina | 2009      |
| Deportivo Pasto           | Colombia  | 2010-2011 |
| Rampla Juniors            | Uruguay   | 2012-2015 |